# Знаки почтовой оплаты СССР (1975)
Зна́ки почто́вой опла́ты СССР (1975) — перечень (каталог) знаков почтовой оплаты (почтовых марок), введённых в обращение дирекцией по изданию и экспедированию знаков почтовой оплаты Министерства связи СССР в 1975 году.

## Список коммеморативных (памятных) марок
Порядок следования элементов в таблице соответствует номеру по каталогу марок СССР (ЦФА), в скобках приведены номера по каталогу «Михель».
| № по каталогу                        | Изображение | Описание и источники                                                                          | Номинал   | Дата выпуска        | Тираж     | Художник        |
| ------------------------------------ | ----------- | --------------------------------------------------------------------------------------------- | --------- | ------------------- | --------- | --------------- |
| (ЦФА [АО «Марка»] № 4520) (Mi #4418) |             | «С Новым, 1976 годом!»: - Кремлёвская звезда.                                                 | 0,04 руб. | 12 ноября 1975 года | 4 000 000 | Леонид Кузнецов |
| (ЦФА [АО «Марка»] № 4536) (Mi #44)   |             | Серия «Искусство Палеха, русские сказки и былины»:                                            | 0,04 руб. | декабрь 1975 года   | 1 000 000 |                 |
| (ЦФА [АО «Марка»] № 4537) (Mi #44)   |             | Серия «Искусство Палеха, русские сказки и былины»: - «Василиса Прекрасная».                   | 0,06 руб. | декабрь 1975 года   | 1 000 000 | И. Вакуров      |
| (ЦФА [АО «Марка»] № 4538) (Mi #44)   |             | Серия «Искусство Палеха, русские сказки и былины»: - «Снегурочка».                            | 0,10 руб. | декабрь 1975 года   | 1 000 000 | Т. Зубкова      |
| (ЦФА [АО «Марка»] № 4539) (Mi #44)   |             | Серия «Искусство Палеха, русские сказки и былины»:                                            | 0,16 руб. | декабрь 1975 года   | 1 000 000 |                 |
| (ЦФА [АО «Марка»] № 4540) (Mi #44)   |             | Серия «Искусство Палеха, русские сказки и былины»: - А. С. Пушкин. «Сказка о рыбаке и рыбке». | 0,20 руб. | декабрь 1975 года   | 1 000 000 | И. Вакуров      |

## Комментарии
1. ↑  Ниже приведён перечень памятных художественных марок (с возможностью сортировки по номиналу, тиражу и дате введения в обращение).
2. ↑  Новогодняя марка «С Новым, 1976 годом!»: на многоцветной марке  (ЦФА [АО «Марка»] № 4520) — Кремлёвская звезда. Офсетная печать, перфорирована: комбинированная гребенчатая зубцовка 12:12½ (на каждые 2 сантиметра края марки приходится 12:12½ зубцов). В марочных листах 30 (6×5)[2][6][7].
3. ↑  Серия «Искусство Палеха, русские сказки и былины»: на многоцветной марке  (ЦФА [АО «Марка»] № 4537) — русская народная сказка «Василиса Прекрасная». Офсет на мелованной бумаге с лаковым покрытием, перфорирована: комбинированная линейная зубцовка 12:12½ (на каждые 2 сантиметра края марки приходится 12:12½ зубцов). В марочных листах 20 (5×4) — по четыре горизонтальные сцепки из пяти марок[2][8][9].